# Titus Vestricius Spurinna (consul)
Pour les articles homonymes, voir Titus Vestricius Spurinna.
Titus Vestricius Spurinna est un sénateur romain, consul sous Vespasien et Trajan. Il a servi d'exemple à Pline le Jeune dont il est l'ami. Il est né vers 24 et décède après l'an 105.

## Biographie

### Carrière connue

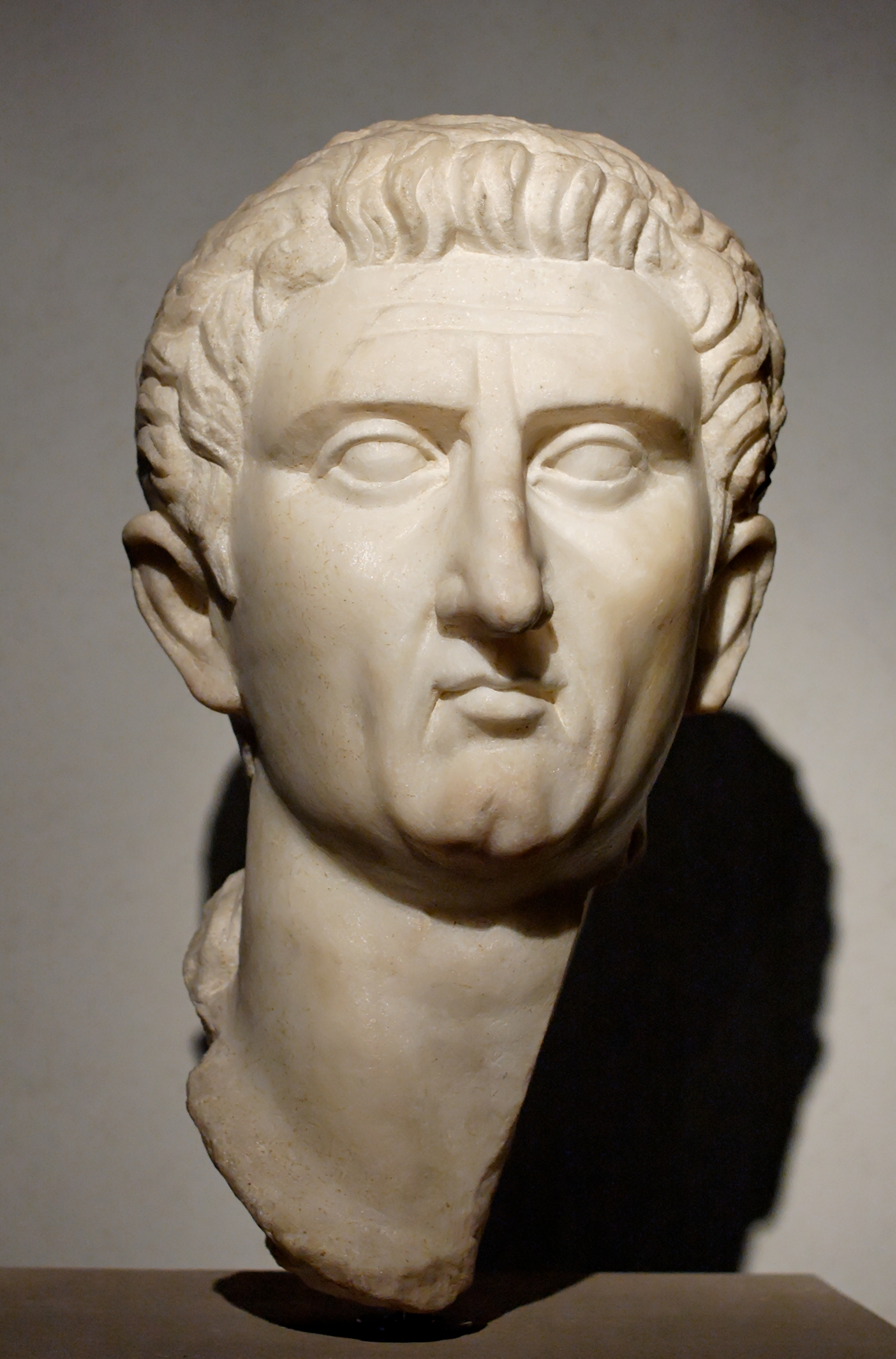
L'empereur Nerva (96 à 98).

Titus Vestricius Spurinna est consul suffect au moins deux fois, le premier consulat datant probablement de 72/73 et le second de 98. Il est parfois donné triple consulaire, le troisième consulat suffect étant daté de 100, mais c'est rare.
Il n'occupe aucun poste sous Domitien après avoir été disgracié par l'empereur. Sous Nerva, il est gouverneur impérial (légat d'Auguste propréteur) de Germanie inférieure en 97, à l'âge de 73 ans.
Il est honoré d'une statue triomphale pour ses services militaires,,,,, a priori à la suite d'une victoire sur les Bructères,,. C'est un grand privilège accordé par Nerva,. Il fait partie du cercle impérial de cet empereur.

### Famille et relations
Il est d'Italie du Nord.
Vestricius Spurinna est un des amis,,, et des correspondants des Lettres de Pline,,,, et a des talents littéraires propres, incluant l'écriture de poèmes lyriques en latin et en grec, mais ses œuvres ont disparu. Pline rapporte que les dîners à son domicile sont souvent animées par des scènes de la comédie romaine. De plus, Vestricius Spurinna parraine de jeunes poètes,,.
La femme de Vestricius Spurinna est Cottia,, qui est probablement considérablement plus jeune. Ils ont au moins un fils, qui meurt avant 97, en l'absence de son père, avant d'avoir pu commencer une carrière politique. Pline parle du fils comme un Vestricius Cottius,, provenant du nom de sa mère, Cottia,, un exemple du fait que les fils préservent aussi bien les noms maternels que paternels à l'époque impériale. Pline signale qu'on accorde à Cottius le même privilège qu'à son père, l'élévation d'une statue, et souligne que cet honneur est mérité selon lui, aussi bien à l'égard de son père et que pour ses propres mérites,. Pline écrit d'ailleurs un livre sur Cottius,.
Pline admire Vestricius Spurinna pour sa vie active mais ordonnée pour un septuagénaire. Il apprécie les conversations, la lecture et l'écriture, et les thermes romains. Son régime est simple mais bon, et il jouit de la plénitude de ses facultés, en restant à la fois physiquement et mentalement vigoureux,,.

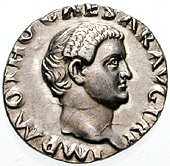
Denier à l'effigie d'Othon.

## UnVestricius Spurinnagénéral d'Othon
Pendant l'année des quatre empereurs, un Vestricius Spurinna est un des deux généraux d'Othon et commande les troupes sur le Pô pour faire face à des alliés de Vitellius venant de Gaule,.
Spurinna occupe Plaisance avec trois cohortes prétoriennes, mille vexillaires et quelques cavaliers, lorsque le général adverse, Alienus Caecina, arrive avec des troupes de vétérans plus tôt que prévu. Selon Tacite, ses soldats se précipitent au combat en dépit de ses ordres de rester retrancher, mais finalement Spurinna réussit à faire entendre raison de ses troupes,. Spurinna repousse plusieurs fois les assauts de son ennemi, qui abandonne le siège. Othon est vaincu peu de temps après à la bataille de Bedriac et se suicide, laissant l'Empire à Vitellius, qui sera vaincu au même endroit six mois plus tard, amenant l'avènement de la dynastie des Flaviens.
Aucune source n'indique que ce Vestricius Spurinna est le Titus Vestricius Spurinna futur consul et ami de Pline, hormis le PIR¹ datant de 1897. Annette Flobert, Lettres de Pline, dans son répertoire des personnages cités, ne fait aussi qu'un des deux personnages.